# Articolazione atlo-epistrofeica
La articolazione atlo-epistrofeica o articolazione atlo-assiale, è costituita da due articolazioni atlo-epistrofiche laterali e da un'articolazione atlo-epistrofica mediana, detta anche atlo-odontoidea.
Le articolazioni atlo-epistrofiche laterali sono diartrosi del tipo artrodie, e si stabiliscono tra le faccette articolari inferiori delle masse laterali dell'atlante e le faccette articolari superiori dell'epistrofeo. Le faccette articolari dell'atlante sono leggermente concave, mentre quelle dell'epistrofeo sono leggermente convesse. Le capsule articolari, rivestite internamente da membrana sinoviale, si inseriscono ai margini delle cartilagini articolari, sono lasse e sottili, e sono rinforzate da tre legamenti:
- legamento longitudinale anteriore: si porta dall'occipitale sino al sacro, rivestendo i corpi vertebrali di tutte le vertebre;
- legamenti gialli: uniscono le lamine di due vertebre adiacenti, sono costituiti da tessuto connettivo elastico;
- legamento accessorio: si porta dalla parte posteriore dell'epistrofeo alle facce posteriori delle masse laterali dell'atlante.

L'articolazione atlo-epistrofica mediale, detta anche articolazione atlo-odontoidea è un ginglimo laterale, che si ha tra il dente dell'epistrofeo, la faccetta articolare dell'arco anteriore dell'atlante e il legamento crociato dell'atlante. Il legamento crociato dell'atlante è formato dal legamento trasverso, che unisce le due masse laterali dell'atlante, separando il dente dell'epistrofeo dalla zona posteriore del foro vertebrale, in cui si ha il midollo spinale, e da due parti longitudinali;
- fibre longitudinali superiori: originano a metà del legamento trasverso e si portano all'occipitale;
- fibre longitudinali inferiori: originano a metà del legamento trasverso e si portano sul corpo dell'epistrofeo.

## Capsula articolare
La capsula articolare è sottile e lassa, ed è rinforzata da tre legamenti, detti legamenti accessori:
- membrana tectoria: prolungamento del legamento longitudinale posteriore (legamento che unisce i corpi vertebrali di tutte le vertebre all'interno del foro vertebrale);
- legamenti alari: due corti legamenti che si portano dal dente dell'epistrofeo ai due condili dell'occipitale;
- legamento dell'apice del dente: formato da due brevi cordoni fibrosi, che si estendono dai margini laterali del dente dell'epistrofeo ai condili dell'occipitale.

Tra C1 (Atlante) e C2 (Epistrofeo) fuoriesce il secondo nervo spinale.